# 유스앰버서더 외교캠프
유스앰버서더 외교캠프(Youth Ambassador Diplomatic Camp)는 사단법인 한문화진흥협회에서 주최하고 세계문화진흥협회에서 주관하는 대한민국의 외교 캠프로, 모든 강사진은 주한 외교관으로 구성되어 있다.